# Llista d'episodis de D'Artacan i els tres gossos mosqueters
D'Artacan i els tres gossos mosqueters és una adaptació en forma de dibuixos animats de la novel·la Els tres mosqueters d'Alexandre Dumas, on el gos D'Artacan i tres companys serveixen la monarquia francesa.

## Llista d'episodis
| # | Títol castellà Títol japonès | Títol català            | Estrena a Espanya   | Estrena en català |
| --- | --- | ----------------------- | ------------------- | ----------------- |
| 1 | El viaje de d'Artacán Wanpaku Darutaniyan toujou!! (わんぱくダルタニヤン登場!!)                                                   | El viatge               | 9 d'octubre de 1982 | 3 d'agost de 1987 |
| D'Artacan parteix de casa dels seus pares per anar a París i esdevenir un mosqueter.                                                                                              | |                         |                     |                   |
| 2 | El misterioso caballero del bigote negro Nazo no kuro hige kenshi (謎の黒ひげ剣士)                                                | L'Home del bigoti negre |                     |                   |
| De camí entra en duel amb un home misteriós, que sembla buscar la ruïna de la reina provant que té un amant (el duc de Buckingham).                                               | |                         |                     |                   |
| 3 | París, la capital de ensueño Harapeko no to Pari (はらぺこの都パリ)                                                               | Arribada a París        |                     |                   |
| L'heroi veu com els seus orígens humils poden ser una barrera i coneix Julieta.                                                                                                   | |                         |                     |                   |
| 4 | Los tres mosqueperros invencibles Tenka muteki no sanjuushi toujou (天下無敵の三銃士登場)                                         | Els tres mosqueters     |                     |                   |
| En aquest episodi apareixen els futurs amics del grup i els seus problemes amb el cardenal.                                                                                       | |                         |                     |                   |
| 5 | Señor de Treville, el capitán de los mosqueperros Juushi taichou Torevuiru (銃士隊長トレヴィル)                                   | Monsieur Treville       |                     |                   |
| Apareixen més problemes per al grup, encara rivals entre ells. | |                         |                     |                   |
| 6 | D'Artacán contra los tres mosqueperros Sanjuushi to kettou? Darutaniyan ooi ni uridasu (三銃士と決闘？ダルタニヤン大いに売り出す) | El duel                 |                     |                   |
| Després d'un duel i de provar el seu valor, D'Artacan és admès com a aliat. | |                         |                     |                   |
| 7 | Luis XIII el Justo Aiba rofuti to saikai!! (愛馬ロフティと再会!!)                                                                 | El rei                  |                     |                   |
| D'Artacan coneix el rei i Richelieu, que vol desfer els mosqueters. | |                         |                     |                   |
| 8 | El secreto de Juliet Jurietto daisuki!! deeto no himitsu (ジュリエット大好き!!デートの秘密)                                       | El secret de Julieta    |                     |                   |
| Julieta parteix amb un missatge secret de la reina i és segrestada. | |                         |                     |                   |
| 9 | Juliet secuestrada Jurietto sarawaru! tsuiseki! tsuiseki! dai tsuiseki (ジュリエットさらわる！追跡！追跡！大追跡)                 | El segrest              |                     |                   |
| D'Artacan intenta rescatar la seva estimada. | |                         |                     |                   |
| 10 | Gran evasión Dai dassou! Darutaniyan tasukete!! (大脱走！ダルタニヤン助けて!!)                                                    | L'escapada              |                     |                   |
| Julieta aconsegueix fugir després de molts perills. | |                         |                     |                   |
| 11 | Milady la hipnotizadora Miredi ni korori Darutaniyan (ミレディにころりダルタニヤン)                                               | Un mal pas              |                     |                   |
| Milady sedueix D'Artacan i el droga perquè mati la reina, Julieta ho impedeix i s'enfada amb ell per haver cedit, mentre confessa el seu amor.                                    | |                         |                     |                   |
| 12 | D'Artacán enamorado Kessen!! gaiyaaru toride (決戦!!ガイヤール砦)                                                                 | El rescat               |                     |                   |
| Els mosqueters volen allunyar Julieta de Milady, que conspira amb Richelieu obertament.                                                                                           | |                         |                     |                   |
| 13 | Debuta el amigo Pom Chuu tomo Pomu ooyake hatsu toujou (チュー友ポム公初登場)                                                     | Pom                     |                     |                   |
| Un ratolí entra a viure amb D'Artacan i s'alia amb ells. | |                         |                     |                   |
| 14 | En busca de Juliet Hyaku paasento no kataomoi (百パーセントの片想い)                                                              | La recerca de Julieta   |                     |                   |
| Julieta ha desaparegut de palau i tothom la busca per París, amb els embolics que això provoca. El duc de Buckingham arriba a França.                                             | |                         |                     |                   |
| 15 | La gran hazaña de d'Artacán Darutaniyan no hatsu tegara (ダルタニヤンの初手柄)                                                    | Un bon dia              |                     |                   |
| El duc es declara a la reina, que vol romandre fidel al seu marit però li dona un collaret com a regal de comiat, gest que vol ser usat pels seus rivals per acusar-la falsament. | |                         |                     |                   |
| 16 | Diamantes o las lágrimas de la reina Tanken o nusunda onna (短剣を盗んだ女)                                                       | Els diamants            |                     |                   |
| Richelieu convenç al rei que exigeixi la reina que porti el collaret al ball, els mosqueters van a buscar la joia.                                                                | |                         |                     |                   |
| 17 | Aventura en Londres Daruyaniyan umi o wataru (ダルヤニヤン海を渡る)                                                               | Viatge a Anglaterra     |                     |                   |
| Els quatre amics arriben a terres angleses, però Milady se'ls ha avançat. | |                         |                     |                   |
| 18 | Deprisa, antes de que suene el vals Isoge warutsu no naru mae ni (急げワルツの鳴る前に)                                           | La persecució           |                     |                   |
| Després de molts problemes, aconsegueixen aturar Milady i recuperar el collaret per a la reina.                                                                                   | |                         |                     |                   |
| 19 | La gran prueba Juushi no hoshi o mezase (銃士の星をめざせ)                                                                        | Les proves              |                     |                   |
| D'Artacan ha de passar les proves per esdevenir un mosqueter oficial. | |                         |                     |                   |
| 20 | D'Artacán y el halcón azul Kagami no ura no himitsu (鏡のうらの秘密)                                                              | El Falcó Blau           |                     |                   |
| Arriba a la ciutat el Falcó Blau, un famós pirata que busca un tresor, el mapa del qual està en poder de la reina.                                                                | |                         |                     |                   |
| 21 | El misterioso barco fantasma Nazo no yuurei sen no shoutai wa? (謎のゆうれい船の正体は？)                                         | Naufragi                |                     |                   |
| D'Artacan i Pom naufraguen quan surten a perseguir el pirata. | |                         |                     |                   |
| 22 | D'Artacán en la selva Daruyaniyan to takarajima (ダルヤニヤンと宝島)                                                              | La jungla               |                     |                   |
| Tots dos arriben a la jungla, on han de sobreviure fins que arriben els mosqueters per salvar-los.                                                                                | |                         |                     |                   |
| 23 | No repiquéis las campanas Nootorudamu no kane o narasu na!! (ノートルダムの鐘を鳴らすな!!)                                        | Marco                   |                     |                   |
| Una petita missió per als mosqueters i Pom. | |                         |                     |                   |
| 24 | El falso conde de Roquefort Atosu no nise hakushaku (アトスのニセ伯爵)                                                            | L'impostor              |                     |                   |
| Richelieu intenta impedir que els mosqueters portin un regal del rei de França a la cort espanyola per aconseguir nous aliats.                                                    | |                         |                     |                   |
| 25 | El veneno de Milady Miredii no shibire yaku (ミレディーのシビレ薬)                                                                | La venjança de Milady   |                     |                   |
| Milady arriba abans que els herois a Espanya però ells la vencen. | |                         |                     |                   |
| 26 | Enhorabuena, mosqueperro d'Artacán Omedetou juushi Darutaniyan (おめでとう銃士ダルタニヤン)                                       | Un somni fet realitat   |                     |                   |
| Richelieu intenta matar D'Artacan, però aquest escapa i és finalment nomenat mosqueter.                                                                                           | |                         |                     |                   |